# Clarino (musique)
Pour les articles homonymes, voir clarino.
Le clarino est un instrument à vent ancien de la famille des cuivres correspondant à une sorte de petite trompette employée pour les passages suraigus présents dans la musique baroque.
Ce mot d'origine italienne est également utilisé, en Italie et en Allemagne, pour qualifier le registre suraigu d'une trompette.

## Histoire
Le clarino est un instrument mal connu datant du XVIIIe siècle et certains comme Eugène de Bricqueville ont proposé que le clarino soit un instrument en cuivre, à tube droit d'environ 0,60 m de longueur, avec une embouchure et un pavillon de trompette, percé de 7 trous, comme la flûte à bec et le hautbois, que le peintre Rubens aurait représenté dans le tableau Le couronnement de Marie de Médicis (1621).
Les spécialistes modernes convergent pour proposer que le clarino est une trompette naturelle dotée d'une petite embouchure, et d'un long tube enroulé sur plusieurs spires, en forme de cercle, à la façon d'un cor de poste (en allemand : posthorn). Cet instrument nécessite une grande virtuosité. Les notes harmoniques produites sont néanmoins assez fausses. 
Le deuxième concerto brandebourgeois (1721) de Jean-Sébastien Bach a été écrit pour le clarino, instrument réservé à une élite des instrumentistes de l'époque comme Gottfried Reiche (en).
Au XIXe siècle, dans les petites formations de musique militaire, il est d'usage d'utiliser une trompette 1 (clarino 1o), une trompette 2 (clarino 2o), une trompette 3 (principale) et une trompette 4 (toccato) ou toquet pour une fanfare à quatre trompettes. 
À ce jour, il n'existe pas d'exemplaire connu de clarino dans les collections publiques ou privées.
Le clarino est désormais remplacé par la trompette piccolo en si bémol aigu à quatre pistons, dont Maurice André a été le promoteur pendant plus de cinquante années.

## Clarinette et clarino
Le nom donné à la clarinette serait dérivé du nom clarino, petite trompette.

« Denner présenta son chalumeau perfectionné vers 1690 et on lui donna le nom de clarinette, de clarino (petite trompette), aux sons de laquelle on trouvait que ressemblaient les sons du nouveau registre ou gamme supérieure. On dit encore de nos jours, « sons du chalumeau » pour sons de registre grave de la première gamme, et « sons du clairon » pour les sons de la gamme de douzième. »

— Albert Lavignac, Encyclopédie de la Musique et Dictionnaire du Conservatoire

## Jeu d'orgue
Le clarino est un jeu d'orgue de l'orgue français placé une octave au dessus de celui de la trompette, comme le clairon.

« C'est la même chose que le clairon. Cependant dans quelques orgues, on désigne ainsi un jeu de pédales qui n'a que deux pieds et qui sonne l'octave au dessus du clairon. »

— Nicolas-Edme Roret, Nouveau manuel complet du facteur d'orgues ou Traité théorique et pratique de l'art de construire les orgues

## Œuvres
On citera parmi les œuvres de musique baroque pour clarino :
- Bach, 2ème concerto brandebourgeois
- Bonaventure Gilles, Concerto a 9 strumenti
- Carl Heinrich Biber, sonate pour clarino en do majeur
- Capel Bond (en), Concerto No. 1 en ré majeur
- Johann Christoph Graupner, concerto en ré majeur, GWV 308
- Jan Křtitel Jiří Neruda (1708-1780), concerto en mi bémol majeur
- Johann Samuel Endler (de), Sinfonia en fa
- Gottfried Finger, sonate pour clarino et hautbois No. 1 en ut
- Joseph Haydn, concerto pour clarino [8], (1796)
  - Ce concerto a été joué en 1800 pour la première fois par Anton Weidinger (en) , ami de Haydn et trompettiste à la cour de Vienne, sur une trompette à clé en mi . Les puristes en musique baroque utilisent des reproductions de ce modèle de trompette. Il n'en reste pas moins un concerto pour clarino (ou registre clarino pour trompette naturelle).
- Leopold Mozart, concerto en ré majeur pour clarino, cors et orchestre à cordes
- Gottfried Reiche, Abblassen Fanfare issu de Haussmann portrait, 1727
- Philipp Jakob Rittler, Ciaccona
- Telemann, 
  - Concerto pour clarino en ré majeur, deux hautbois et basse continue
  - Concerto pour clarino en ré majeur, et orchestre à cordes